# Androsace exscapa
Androsace exscapa là một loài thực vật có hoa trong họ Anh thảo. Loài này được (Turcz.) Maximova mô tả khoa học đầu tiên năm 1975.